# جياني موسكون
جياني موسكون (بالإيطالية: Gianni Moscon)‏ (و. 1994  م) هو راكب دراجة هوائية، من إيطاليا، ولد في ترينتو.

## سباقات أو مراحل فاز بها
| التاريخ        | السباق                              | المركز                                                                  |
| -------------- | ----------------------------------- | ----------------------------------------------------------------------- |
| 11 أبريل 2015  | روند فان فلانديرن بيلوفتن 2015      |                                                                         |
| 10 مايو 2015   | 2015 Trofeo città di San Vendemiano | الفائز في التصنيف العام                                                 |
| 31 مايو 2015   | 2015 Peace Race U23                 | الخامس في التصنيف العام، السادس في تصنيف الجبال، السابع في تصنيف النقاط |
| 26 يوليو 2015  | 2015 Coppa dei Laghi - Trofeo Almar | الفائز في التصنيف العام                                                 |
| 05 مارس 2016   | ستراد بينك 2016                     | المرتبة 18 في التصنيف العام                                             |
| 16 مارس 2016   | سباق نوكير كويرز 2016               | الثامن في التصنيف العام                                                 |
| 27 مارس 2016   | كوبي وبارتالي 2016                  |                                                                         |
| 01 مايو 2016   | طواف يوركشاير 2016                  | السابع في التصنيف العام                                                 |
| 14 أغسطس 2016  | سباق النرويج 2016                   | الفائز في التصنيف العام                                                 |
| 26 أغسطس 2016  | تور دو بويتو-شارنتيس 2016           | الخامس في التصنيف العام                                                 |
| 09 سبتمبر 2016 | جائزة كيبيك الكبرى للدراجات 2016    |                                                                         |
| 15 سبتمبر 2018 | 2018 Coppa Ugo Agostoni             | الفائز في التصنيف العام                                                 |
| 19 سبتمبر 2018 | جيرو دي توسكانا 2018                | الفائز في التصنيف العام                                                 |
| 21 أكتوبر 2018 | طواف قوانغشي 2018                   | الفائز في التصنيف العام                                                 |
| 27 يونيو 2021  | غران بريمو دي لوغانو 2021           | الفائز في التصنيف العام                                                 |

## روابط خارجية
- جياني موسكون على موقع الاتحاد الدولي للدراجات (الإنجليزية)
- جياني موسكون على موقع أرشيف الدراجات (الإنجليزية)
- جياني موسكون على موقع إحصائيات الدراجات الإحترافية (الإنجليزية)
- جياني موسكون على موقع نسبة الدراجات (الإنجليزية)
- جياني موسكون على موقع CycleBase (الإنجليزية)
- جياني موسكون على موقع اللجنة الأولمبية الدولية (الإنجليزية)
- جياني موسكون على موقع أوليمبيديا (الإنجليزية)
- جياني موسكون على موقع اللجنة الأولمبية الإيطالية (الإيطالية)